# Транспортная группа FESCO

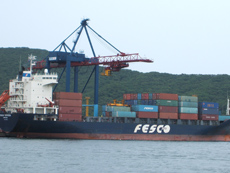
Контейнеровоз Fesco

Транспортная группа FESCO (аббревиатура от англ. Far-Eastern Shipping Company) — одна из крупнейших российских транспортно-логистических компаний, выполняющая контейнерные перевозки морским, железнодорожным и автомобильным транспортом. Осуществляет перевозки в акватории Тихого, Атлантического и Северного Ледовитого океанов.
Представляет собой группу компаний. Головная компания группы — «Дальневосточное морское пароходство». FESCO владеет собственным флотом, «Владивостокским морским торговым портом», железнодорожным подвижным составом, парком контейнеров, терминальными комплексами в Новосибирске, Хабаровске, Владивостоке и Томске. Штаб-квартиры группы находятся в Москве и Владивостоке.

## Деятельность

### Морские, железнодорожные и автомобильные перевозки
FESCO оперирует собственными внешнеторговыми и каботажными линиями.
В 2022 году компания запустила регулярную линию между Россией и Вьетнамом и регулярный морской сервис между Новороссийском и турецкими портами Стамбул и Гебзе.
В 2023 году организовала работу нескольких морских сервисов по маршруту deep sea — из индийских портов Нава-Шева и Мундра в Новороссийск, а также из портов Китая и Индии в Санкт-Петербург и в обратном направлении.
Флот FESCO в 2023 году увеличился до 31 корабля. В Китае были приобретены шесть новых океанских судов (размерности Handy) вместимостью 2,5 тысяч TEU каждый. Кроме шести океанских судов группа купила еще два менее вместительных контейнеровоза — FESCO Ekaterina (1049 TEU) и «ФЕСКО Анастасия».
К ноябрю 2023 года контейнерный парк компании составляет более 170 тыс. TEU, количество фитинговых платформ превышает 11 тыс. единиц.
Рефрижераторные контейнерные перевозки грузов в FESCO осуществляет компания «Дальрефтранс». Автомобильными перевозками занимается компания «ФЕСКО Транс».

### Терминальные услуги
FESCO принадлежит «Владивосток (порт)» (ВМТП). По итогам 2022 года ВМТП обработал свыше 760 тыс. TEU контейнерных грузов, общий грузооборот за этот период составил 13,4 млн тонн. Порт имеет прямой выход на Транссибирскую магистраль и соединяет торговые потоки между Азией и Россией через бухту Золотой Рог. Площадь порта составляет 715 тыс. м², инфраструктура включает 13 причалов общей протяженностью 2,7 км.
Помимо контейнеров ВМТП также осуществляет перевалку генеральных, насыпных, навалочных и ро-ро грузов, являясь крупнейшим универсальным портом на Дальнем Востоке России.
Группа также управляет терминальными комплексами в Новосибирске, Хабаровске, Томске и Владивостоке.

### Показатели
Объём международных морских перевозок по итогам 2023 года составил 419 тыс. TEU (+23%), интермодальных перевозок 625 тыс. TEU (+23%). Грузооборот ВМТП достиг 859 тыс. TEU. Выручка группы в 2023 году составила 172,004 млрд, EBITDA — 53,607 млрд .

## Собственники и руководство
8 ноября 2023 года был опубликован Указ Президента Российской Федерации о передаче акций ПАО «ДВМП», находящихся в федеральной собственности, Государственной корпорации по атомной энергии «Росатом».

## Социальные проекты
С 2020 года в Приморском крае проводится грантовый конкурс FESCO «Море возможностей», направленный на развитие местных сообществ и решение социальных проблем региона. Общая сумма социальных инвестиций, вложенных в Приморье превысила 36 миллионов рублей.
В 2021 году группа запустила программу «FESCO Детям», в рамках которой переиздаёт популярные советские издания для детей и подростков, реализует собственные издательские проекты, а также проводит просветительские мероприятия. В общей сложности издано более 350 тысяч экземпляров книг. Также в рамках программы совместно с Русфондом группа организовала лечение более 50 тяжелобольных детей с Дальнего Востока.
В 2023 году во Владивостоке при поддержке компании в историческом здании Дальневосточного морского пароходства открыто общественное пространство Третьяковской галереи, включающее библиотеку, лекторий, зону коворкинга и кинопоказов. Также совместно с Третьяковской галереей на базе Дальневосточного федерального университета во Владивостоке и Балтийского федерального университета им. И. Канта в Калининграде реализуются совместные магистерские программы — «Музейное дело».